# Lijst van beschermd erfgoed in Seneffe
Onderstaande tabel geeft een overzicht van de beschermde erfgoederen in de gemeente Seneffe. Het beschermd erfgoed maakt onderdeel uit van het cultureel erfgoed in België.
| Object | Bouwjaar/architect | Deelgemeente | Adres                             | Coördinaten                   | Nummer?                | Afbeelding |
| --- | ------------------ | ------------ | --------------------------------- | ----------------------------- | ---------------------- | --- |
| Kasteel van Seneffe en bepaalde bijgebouwen en het ensemble van het kasteel, de bijgebouwen, het omliggende park en de oprijlaan naar het kasteel         |                    |              |                                   | 50° 31' 32" NB, 4° 16' 19" OL | 52063-CLT-0001-01 Info | Kasteel van Seneffe en bepaalde bijgebouwen en het ensemble van het kasteel, de bijgebouwen, het omliggende park en de oprijlaan naar het kasteel     |
| Kasteel Buisseret en het omliggende domein |                    |              | rue Général Leman, n°17           | 50° 31' 38" NB, 4° 13' 30" OL | 52063-CLT-0003-01 Info | |
| Kasteel van Espinette en omgeving |                    |              | avenue de la Motte Baraffe n°2A   | 50° 32' 0" NB, 4° 15' 25" OL  | 52063-CLT-0005-01 Info | |
| Tunnel van Godarville, deel van het oude kanaal van Charleroi en omgeving, inclusief het Bos van Bomerée en de brug Origine                               |                    |              | rue du Pont de l'Origine          | 50° 30' 44" NB, 4° 16' 9" OL  | 52063-CLT-0006-01 Info | |
| Huis "espagnole" of "salon de l'Alcazar": gevel |                    |              |                                   | 50° 34' 5" NB, 4° 16' 32" OL  | 52063-CLT-0007-01 Info | |
| Boerderij van de priorij van Renissart: gevels van het hoofdgebouw met uitzicht op de tuin                                                                |                    |              | rue de Renissart n°9              | 50° 32' 41" NB, 4° 17' 30" OL | 52063-CLT-0008-01 Info | Boerderij van de priorij van Renissart: gevels van het hoofdgebouw met uitzicht op de tuin                                                            |
| Kapel Notre-Dame de Bon Conseil |                    |              | rue de Bon Conseil                | 50° 34' 17" NB, 4° 17' 1" OL  | 52063-CLT-0009-01 Info | |
| Bos van Hôpital |                    |              |                                   | 50° 35' 32" NB, 4° 15' 49" OL | 52063-CLT-0010-01 Info | |
| Metalen draaibrug en de brug over het oude kanaal Charleroi-Brussel                                                                                       |                    |              |                                   | 50° 34' 1" NB, 4° 16' 17" OL  | 52063-CLT-0011-01 Info | |
| Metalen draaibrug en de brug over het oude kanaal Charleroi-Brussel                                                                                       |                    |              |                                   | 50° 34' 1" NB, 4° 16' 28" OL  | 52063-CLT-0012-01 Info | |
| Kerk Saint-Barthélemy en het ensemble van de kerk, het kerkhof en de omliggende muur                                                                      |                    |              |                                   | 50° 31' 20" NB, 4° 12' 39" OL | 52063-CLT-0013-01 Info | |
| Kapel Notre-Dame de Bon Secours | 1641               |              | chaussée de Marche                | 50° 33' 38" NB, 4° 14' 6" OL  | 52063-CLT-0015-01 Info | Kapel Notre-Dame de Bon Secours |
| Kerk Sainte-Aldegonde: toren en traptoren |                    |              |                                   | 50° 33' 45" NB, 4° 15' 5" OL  | 52063-CLT-0016-01 Info | |
| Kerk Sainte-Aldegonde: uitbreiding classificatie van het hele gebouw                                                                                      |                    |              |                                   | 50° 33' 45" NB, 4° 15' 4" OL  | 52063-CLT-0017-01 Info | |
| "Vieux Tilleul de l'Espinette" of "la Cure" |                    |              | rue Joseph Wauters                | 50° 33' 52" NB, 4° 15' 6" OL  | 52063-CLT-0018-01 Info | |
| Kasteel: oudere delen van het kasteel en de renaissance-delen van het moderne kasteel, ensemble gevormd door het pand met het park, de vijver en grachten |                    |              | rue V. Rousseau, n°2              | 50° 33' 43" NB, 4° 15' 8" OL  | 52063-CLT-0019-01 Info | |
| Kasteel van "La Rocq" en zijn directe omgeving |                    |              |                                   | 50° 34' 56" NB, 4° 15' 11" OL | 52063-CLT-0020-01 Info | Kasteel van "La Rocq" en zijn directe omgeving |
| Kerk Saint-Martin |                    |              |                                   | 50° 33' 15" NB, 4° 18' 48" OL | 52063-CLT-0021-01 Info | |
| Pastorie van de parochie Saints-Quirice-et-Julitte, tuin en terrein tussen de muur en de weg, chemin du Château de Buisseret                              |                    |              |                                   | 50° 31' 45" NB, 4° 15' 23" OL | 52063-CLT-0022-01 Info | |
| Bos van Renissart |                    |              |                                   | 50° 32' 7" NB, 4° 18' 22" OL  | 52063-CLT-0023-01 Info | |
| Bos van Arpes |                    |              |                                   | 50° 34' 38" NB, 4° 16' 47" OL | 52063-CLT-0024-01 Info | |
| Oude kanaal Brussel-Charleroi en de omgeving op het gedeelte tussen de draaibrug van Arquennes en het kasteelpark van Rocq in Seneffe                     |                    |              |                                   | 50° 34' 57" NB, 4° 15' 11" OL | 52063-CLT-0027-01 Info | |
| Gebieden van de voormalige kanaal Brussel-Charleroi tussen het brugwachtershuis van Seneffe en de oude sluis nr. 14                                       |                    |              |                                   | 50° 31' 42" NB, 4° 15' 34" OL | 52063-CLT-0029-01 Info | |
| Kapel Notre-Dame van Charité |                    |              | rue de Scoumont, Obaix-Rosseignes | 50° 32' 37" NB, 4° 18' 36" OL | 52063-CLT-0030-01 Info | |
| Het kasteel en het theater en het ensemble gevormd door de genoemde kasteel en de bijgebouwen, het park met vijvers, en de oprijlaan naar het kasteel     |                    |              |                                   | 50° 31' 33" NB, 4° 16' 11" OL | 52063-PEX-0001-01 Info | Het kasteel en het theater en het ensemble gevormd door de genoemde kasteel en de bijgebouwen, het park met vijvers, en de oprijlaan naar het kasteel |